# Six-Fours-les-Plages
 Six-Fours-les-Plages  (en occitano Sieis Forns) es una población y comuna francesa, que se encuentra en la región de Provenza-Alpes-Costa Azul, departamento de Var, en el distrito de Toulon. Es el chef-lieu del cantón de su nombre.

## Demografía
| 2 423 | 2 600 | 2 874 | 2 798 | 1 836 | 3 001 | 2 910 | 2 924 | 2 649 | 2 805 | 2 830 | 2 840 | 2 981 | 2 661 | 2 646 | 2 771 | 2 823 | 3 508 | 3 238 | 3 373 | 3 292 | 3 730 | 3 869 | 4 615 | 4 750 | 5 925 | 9 057 | 15 118 | 20 090 | 25 526 | 28 957 | 32 742 | 35 091 |
| Para los censos de 1962 a 1999 la población legal corresponde a la población sin duplicidades (Fuente: INSEE [Consultar]) |       |       |       |       |       |       |       |       |       |       |       |       |       |       |       |       |       |       |       |       |       |       |       |       |       |       |        |        |        |        |        |        |